# Arctocéphale des Galapagos
Arctocephalus galapagoensis
Espèce
Statut de conservation UICN

 EN A2a : En danger
Statut CITES
Répartition géographique
L’Arctocephalus galapagoensis (autrefois Arctocephalus australis galapagoensis) porte officiellement le nom  d’Arctocéphale des Galapagos,, mais est plus communément appelé Otarie à fourrure des Galapagos. C’est une espèce de mammifères carnivores de la famille des Otariidae, endémique des îles Galápagos.

## Étymologie
Le nom Arctocephalus, constitué de deux mots grecs, άρκτος (arktos), qui signifie ours, et κεφαλή (kephale) signifiant tête, peut se traduire par : qui a une tête d'ours.

## Description
L’Otarie à fourrure des Galapagos est la plus petite des espèces d’otaries et celle qui présente le moins de dimorphisme sexuel. Les mâles adultes sont 1,1 à 1,3 fois plus grands et 2 à 2,3 fois plus gros que les femelles adultes. Ces otaries sont courtes et ramassées et les mâles adultes sont trapus. Le museau est petit et très court, droit et effilé. Les adultes ont des vibrisses blanches. Les yeux sont grands, les oreilles longues et évidentes. Les mâles adultes ont le cou et les épaules plus forts que chez les femelles. Ils n’ont pas de crête sagittale notable mais une couronne légèrement arrondie et un front incliné. Les canines des mâles sont plus larges et plus épaisses que celles des femelles. Femelles et jeunes ont un front à peine prononcé.
Ces otaries sont de couleur brun moyen à foncé sur le dessus, prenant parfois une teinte grisâtre. Chez les deux sexes la majeure partie du museau est pâle, s’étendant chez les mâles jusqu’à la face et au front au-dessus des yeux, donnant l’apparence d’un petit masque clair. Chez les femelles et les pré-adultes la poitrine est brun-gris pâle. Les mâles dominants ont le dos sombre avec quelques tons plus clairs dessous. Les petits sont brun sombre avec parfois une bordure claire autour de la gueule et du nez. Après leur première mue ils prennent les couleurs des femelles adultes.
Les mâles adultes mesurent entre 1,5 et 1,6 m et pèsent entre 60 et 70 kg. Les femelles adultes mesurent entre 1,1 et 1,3 m et pèsent entre 27 et 33 kg. Les petits pèsent entre 3 et 4 kg à la naissance et autour de 11 kg à un an. La longévité des otaries à fourrure des Galápagos est estimée à 22 ans.

### Confusion avec l’otarie des Galápagos
L’Otarie à fourrure des Galápagos partage l’archipel avec l’otarie des Galápagos (Zalophus wollebaeki).

Les otaries à fourrure peuvent facilement être différenciées des autres. Elles ont un pelage épais et à poils plus longs que les autres otaries locales, remarquable quand elles sont mouillées. Les otaries à fourrure vont du gris sombre au brun et sont plus sombres que les autres. Elles ont un museau plus pointu et proportionnellement des yeux plus grands et des oreilles plus longues qui se détachent davantage de la tête quand elles sont dans l’eau ou mouillées. Elles sont aussi plus trapues que les otaries des Galápagos, avec un cou et un corps plus courts. Les adultes à fourrure ont de longues vibrisses pâles remarquables. Enfin, les otaries à fourrure sont les plus petites de toutes les espèces d’otaries, atteignant autour d’1,6 m pour les mâles et d’1,3 m  pour les femelles.

## Distribution
Les otaries à fourrure des Galápagos se rencontrent partout dans l’archipel. La plupart des colonies se rencontrent à l’ouest et au nord, dans des zones océaniques où se produisent les remontées d’eau, phénomène entraînant vers la surface une grande quantité de nutriments.

## Population
Au XIXe siècle les baleiniers et les chasseurs de phoques ont presque exterminé les populations d’otaries. Au cours du XXe siècle les populations se sont reconstituées substantiellement au point qu’un recensement effectué en 1977-1978 donnait une approximation de 30 000 individus. Mais de 1978 à 2001 la population s’est réduite de 77 à 80 %. On pense qu’elle s’est un peu accrue depuis, mais il est probable que sur les 35 années qui suivent 1978 la population se soit tout de même réduite de 50 %. C’est pourquoi l’otarie à fourrure des Galapagos est référencée dans la liste des espèces en danger. Cependant le manque d’informations quantitatives depuis le début des années 2000 ne permet pas d’assurer que l’espèce est réellement en danger.

## Comportement

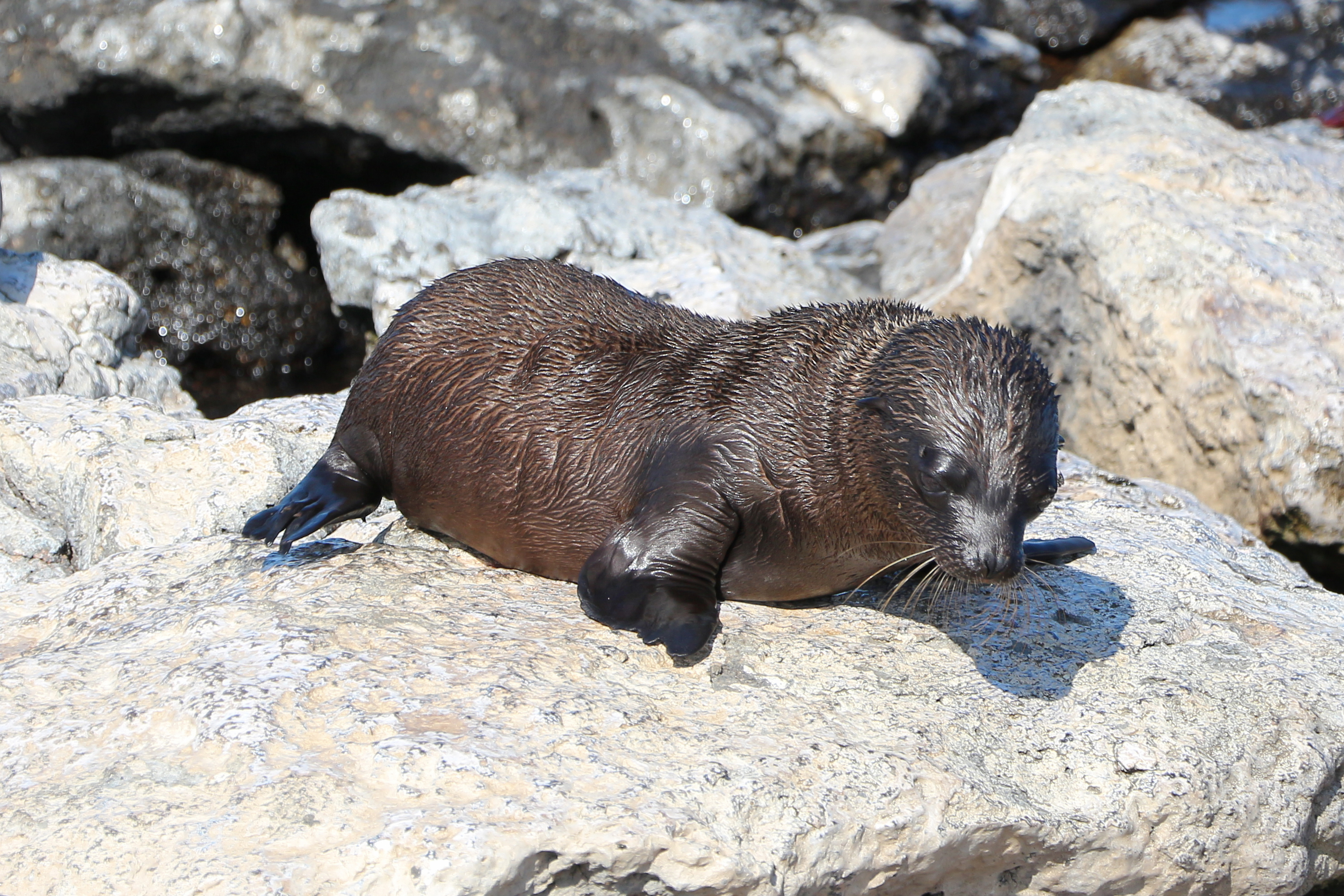
Jeune otarie à fourrure sur l'île Plaza Sud

Les lieux de repos préférés de ces otaries à fourrure sont les côtes rocheuses avec de gros rochers et des corniches qui leur fournissent de l’ombre et l’opportunité de se reposer dans les fissures et les espaces entre les rochers.

Les otaries des Galápagos sont polygames et les mâles dominants veillent sur 6 à 10 femelles, sur des territoires de 200 m2, espace relativement important au vu de la taille de ces animaux.

Les colonies se situent à proximité des zones marines de recherche de nourriture. Les femelles effectuent des sorties à la recherche de nourriture qui durent en moyenne un jour et demi en saison froide (de mai à novembre) et jusqu’à 4 jours en saison chaude (de décembre à avril). La recherche de nourriture dans l’océan se passe presque exclusivement la nuit et, autour de Fernandina, jusqu’à 70 km de la côte. Les plongées moyennes vont jusqu’à environ 30 m de profondeur pour une durée de moins de 2 min. Les mères rendent visite à leurs petits environ 300 fois avant leur sevrage, avec un espacement des visites allant d’une demi-journée à 1,3 jour. Le sevrage intervient théoriquement à 1 an mais plus vraisemblablement entre 2 et 3 ans en fonction de l’abondance de production alimentaire de l’océan. Les jeunes commencent à faire des sorties dans l’océan vers l’âge de 6 mois et peuvent rechercher de la nourriture à un an. Les petits nés avant le sevrage d’un frère survivent rarement, mourant de faim à cause de la compétition avec le frère plus âgé.

## Reproduction
Mâles et femelles sont matures vers l’âge de 5 à 6 ans. À partir de ce moment-là les femelles peuvent donner naissance à un petit tous les ans, mais plus généralement une année sur deux. La période de gestation des femelles se situe entre 11 et 12 mois. Les mâles ne deviennent réellement matures, et assez grands pour entrer en compétition pour un territoire et une colonie de femelles, que beaucoup plus tard, entre 7 et 10 ans.

La période de reproduction s’étale d’août à novembre, en saison froide. Le pic des naissances varie un peu d’année en année mais se situe en général entre fin septembre et début octobre. Tout ceci peut varier d’une île à une autre.

## Alimentation
Les otaries à fourrure des Galapagos consomment une quantité de petits calmars, d’ommastrephidés, de mollusques de l’espèce Onychoteuthis banksii et des poissons mésopélagiques, myctophidés (poissons-lanternes), habitués à remonter vers la surface la nuit, période de chasse de ces otaries.

## Menaces
Leurs principaux prédateurs sont les requins, les orques et les chiens errants retournés à l’état sauvage.